# Omul pasăre
Omul pasăre este un film românesc din 2014 regizat de Alexandru Mavrodineanu, Mihai Grecea. Rolurile principale au fost interpretate de actorii Nicolae "Mami" Mihăiță.

## Distribuție
Distribuția filmului este alcătuită din:
- "Mami" Mihăiță Nicolae